# Life hack

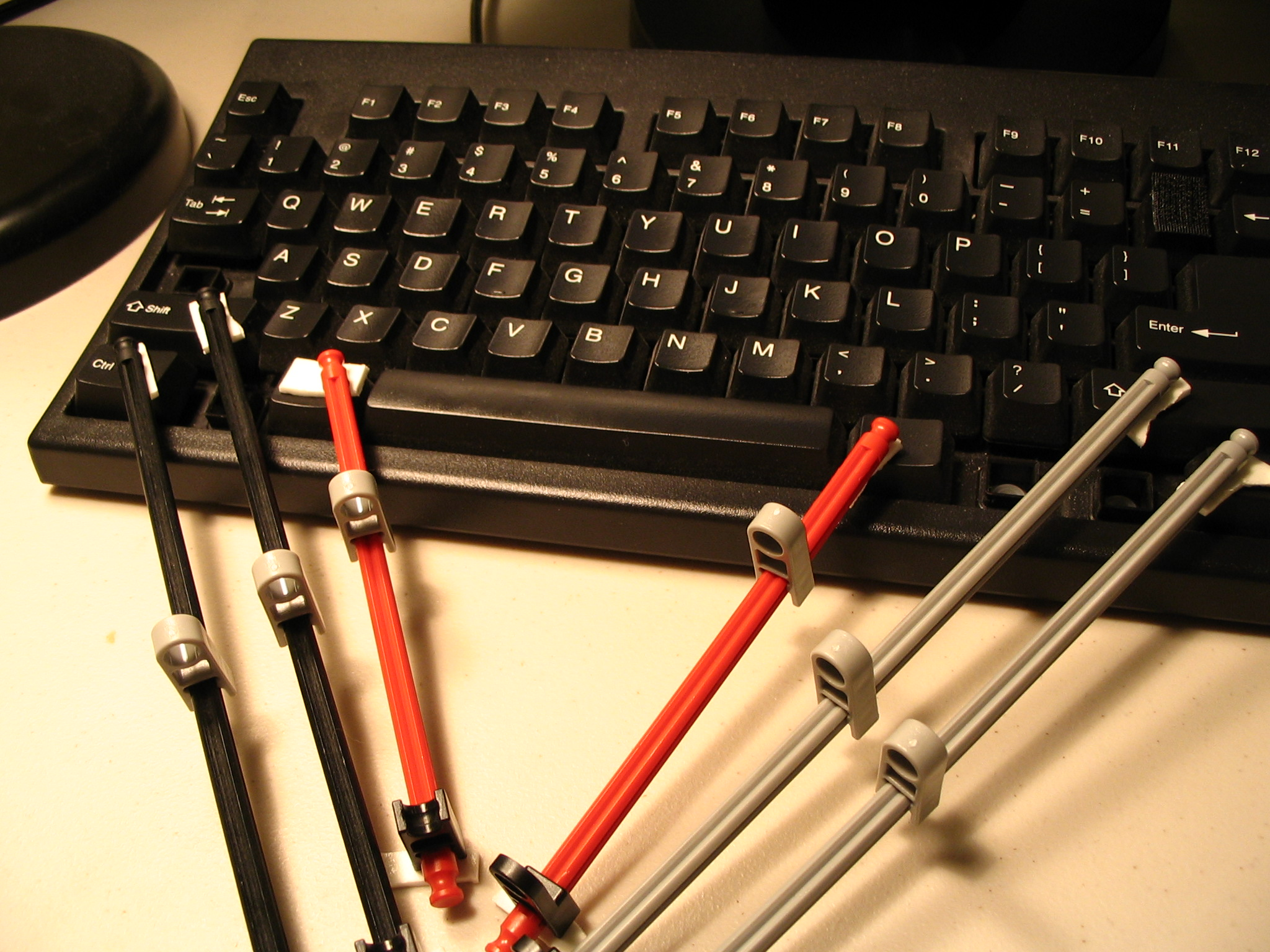
Un life hack applicato su una tastiera, in modo tale da permettere a persone con dolori al polso di premere i tasti di controllo, alt e shift con il pollice.

Per life hack o life hacking, si intendono quei metodi che risolvono semplici problemi quotidiani, aumentandone la produttività e l'efficienza.

## Storia
Il termine "life hack", venne coniato per la prima volta nel 2004, dal giornalista tecnologico Danny O'Brien, il quale fece una ricerca per individuare le tecniche che alcuni professionisti nel campo informatico usavano per semplificare il proprio lavoro, pubblicando i risultati nel libro Life Hacks: Tech Secrets of Overprolific Alpha Geeks,
presentato all'O'Reilly Emerging Technology Conference.
L'anno successivo, lo stesso O'Brien e il blogger Merlin Mann, hanno co-presentato una sessione chiamata Life Hack Live all'O'Reilly Emerging Technology Conference; e collaborando, anche, con la rivista Make: per la realizzazione di una rubrica intitolata Life Hack.
A fine anno, l'American Dialect Society, la classifica seconda, in una lista stilata per premiare la "parola dell'anno" dopo podcast. Sei anni dopo, nel giugno 2011, l'Oxford Dictionary lo aggrega al proprio dizionario. Allo stesso tempo, con l'avvento di YouTube e TikTok sempre più persone iniziarono a produrre video, sul tema life hack raggiungendo milioni di visualizzazioni.